# Palomar–Leiden survey
Palomar–Leiden survey (PLS) var ett samarbetsprojekt mellan Palomarobservatoriet och Leidenobservatoriet avsett att upptäcka asteroider. Projektet pågick mellan 1960 och 1977, totalt upptäckte man 4641 asteroider. Under senare delen av projektet kallades det även Palomar–Leiden Trojan survey. 
Minor Planet Center listar projektets upptäckter, som gemensamma upptäckter gjorda av projektledarna Tom Gehrels, Cornelis Johannes van Houten och Ingrid van Houten-Groeneveld.